# Передавання файлів
Передавання файлів — це передавання комп'ютерних файлів через канал зв'язку з однієї комп'ютерної системи в іншу. Як правило, здійснюється за допомогою протоколу зв'язку. З розвитком обчислювальної техніки розроблено багато протоколів передавання файлів для різних контекстів.

## Протоколи
Протокол передавання файлів — це домовленість, яка описує, як передати файли між двома кінцевими точками. Крім потоку бітів із файлу, який зберігається як єдине ціле у файловій системі, деякі протоколи передбачають надсилання певних метаданих, таких як назва файлу, його розмір та позначка часу, і навіть дозволи файлової системи та атрибути файлу.
Деякі приклади:
- FTP — це порівняно старий міжплатформний протокол передавання файлів[1].
- SSH File Transfer Protocol — протокол передавання файлів, захищений протоколом Secure Shell (SSH).
- Secure Copy (SCP; з англ. — захищена копія) базується на протоколі Secure Shell (SSH).
- HTTP підтримує передавання файлів.
- BitTorrent, Gnutella та інші розподілені системи передавання файлів використовують одноранговий зв'язок.
- У Systems Network Architecture[en] для передавання файлів традиційно використовують LU 6.2[en] Connect:Direct[en] і XCOM Data Transport[en].
- Багато систем обміну миттєвими повідомленнями та локальних месенджерів дозволяють передавати файли.
- Комп'ютери можуть передавати файли на периферійні пристрої, наприклад USB-накопичувачі.
- Для нуль-модемного з'єднання через модеми комутованого зв'язку використовували XMODEM[en], YMODEM[en], ZMODEM[en] тощо.